# Olbrzymie rurki węglowe
Olbrzymie rurki węglowe (CCT, z ang. colossal carbon tubes) – alotropowa odmiana węgla w postaci rurek o średnicach od 40 do 100 μm. Mają strukturę inną niż nanorurki węglowe, których średnice są rzędu nanometrów. Ściany olbrzymich rurek nie są pojedynczymi warstwami grafenu, ale wielowarstwowymi strukturami o grubości ponad 1 μm, pofałdowanymi i posiadającymi puste przestrzenie rozdzielone membranami, podobnie jak w tekturze.
Olbrzymie rurki węglowe są badane ze względu na szereg użytecznych cech, m.in. bardzo małą gęstość, bardzo dużą wytrzymałość, plastyczność i konduktywność; niektóre są półprzewodnikami. Włókna olbrzymich rurek są 30 razy wytrzymalsze niż włókna kevlarowe i 224 razy wytrzymalsze niż włókna bawełniane.
Mają gęstość rzędu 10 mg/cm³, porównywalną z gęstością nanopianki. Ich wytrzymałość na rozciąganie jest rzędu 7 GPa, przewyższają więc wytrzymałością struktury takie jak Kevlar i Dyneema. Ich wytrzymałość w połączeniu z niską gęstością sprawia, że mają najwyższy wśród znanych materiałów stosunek wytrzymałości do gęstości, przewyższając tym parametrem nanorurki węglowe. Sprawia to, że są rozważane jako tworzywo, z którego można potencjalnie wykonać windę kosmiczną.